# Ligne 1 du métro de Séoul
Pour les articles homonymes, voir Ligne 1.
La ligne 1 du métro de Séoul (en coréen : 서울 지하철 1호선) est la plus longue ligne du métro de Séoul, exploitée par Korail et Seoul Metro, elle dispose de plusieurs branches qui lui permette de relier les stations terminus des branches principales : Yeoncheon, au nord-est, Incheon, à l'ouest, et Sinchang au sud-ouest. Mais aussi les terminus des courtes branches Gwangmyeong et Seodongtan au sud. Cette ligne structurante dessert les sites clefs du centre-ville de Séoul, notamment l'hôtel de ville et la gare principale.
Historiquement, le tronçon central entre la station Cheongnyangni et la station Gare de Séoul est mis en service en 1974, puis la ligne est étendue en intégrant des lignes ou des sections de lignes du réseau ferroviaire remises aux normes du métro. Notamment la ligne Gyeongwon, la ligne Gyeongbu et la ligne Gyeongin (en) qui sont devenues des sections techniques de la ligne 1 et qui ont aussi données leur nom à des services de trains express. En 2023 la ligne est prolongée au nord-est.

## Situation sur le réseau

Plan du réseau (2023)

## Historique

### Chronologie
- 12 avril 1971 ouverture du chantier de construction de la ligne[1],
- 15 août 1974 ouverture des 9,54 km de Gare de Séoul - Cheongnyangni et intégration : de la section Guro - Incheon (ligne Gyeongin (en)) et des sections Gare de Seoul -Suwon et Cheongnyangni - Seongbok (Ligne Gyeongbu)[1],
- 16 décembre 2005 la section Yongsan - Hoegi est retranchée de la ligne 1[2],
- 16 décembre 2023 ouverture des 17,8 km, de Soyosan à Yeoncheon[2].

### Histoire
Le chantier de construction de la ligne 1 débute en 1970 la ligne, longue de 9,54 km, de la Gare de Séoul à Cheongnyangni, est mise en service le 15 août 1974 par les autorités de la municipalité de Séoul,. Au même moment, l'administration coréenne des chemins de fer fait débuter les circulations de trains électrifiés sur ses lignes Gyeongwon, Gyeongbu et Gyeongin. Rapidement les deux administrations connectent les deux réseaux,. En 2000, la ligne est unifiée avec l'appellation « Ligne 1 (métro métropolitain) » ne faisant plus de distinction entre les réseaux historiques.
En fin de l'année 2023, le chantier de mise au normes du métro, notamment double voies électrifié, du tronçon de Dongducheon à Yeoncheon de la lignes Ligne Gyeongwon s'achève. La vitesse a été améliorée, permettant de gagner 13 minutes sur son parcours. L'inauguartion a lieu le 15 décembre sur la place de la station de Yeoncheon, l'exploitation débute le lendemain 16 décembre.

## Infrastructure

### Liste des stations

#### Ligne principale
| Code  | Station                        | Correspondance                        | Distance en km | Distance cumulée | Ville                 | Arrondissement  |  |
| ----- | ------------------------------ | ------------------------------------- | -------------- | ---------------- | --------------------- | --------------- |  |
|       |                                |                                       |                |                  |                       |                 |  |
| 100-3 | Yeoncheon                      |                                       | ---            | 0,0              | Yeoncheon-gun (Comté) |                 |  |
| 100-2 | Jeongok                        |                                       | 8,7            | 8,7              | Yeoncheon-gun (Comté) |                 |  |
| 100-1 | Cheongsan                      |                                       | 3,3            | 12,0             | Yeoncheon-gun (Comté) |                 |  |
| 100   | Soyosan                        |                                       | 5,8            | 17,8             | Dongducheon-si        |                 |  |
| 101   | Dongducheon                    |                                       | 2.5            | 20,3             | Dongducheon-si        |                 |  |
| 102   | Bosan                          |                                       | 1.6            | 21,9             | Dongducheon-si        |                 |  |
| 103   | Dongducheon jungang            |                                       | 1.4            | 23,3             | Dongducheon-si        |                 |  |
| 104   | Jihaeng                        |                                       | 1.0            | 24,3             | Dongducheon-si        |                 |  |
| 105   | Deokjeong                      |                                       | 5.6            | 29,9             | Yangju-si             |                 |  |
| 106   | Deokgye                        |                                       | 2.9            | 32,8             | Yangju-si             |                 |  |
| 107   | Yangju                         |                                       | 5.3            | 38,1             | Yangju-si             |                 |  |
| 108   | Nogyang                        |                                       | 1.6            | 39,7             | Uijeongbu-si          |                 |  |
| 109   | Ganeung                        |                                       | 1.3            | 41,0             | Uijeongbu-si          |                 |  |
| 110   | Uijeongbu                      |                                       | 1.2            | 42,2             | Uijeongbu-si          |                 |  |
| 111   | Hoeryong                       |                                       | 1.6            | 43,8             | Uijeongbu-si          |                 |  |
| 112   | Mangwolsa                      |                                       | 1.4            | 45,2             | Uijeongbu-si          |                 |  |
| 113   | Dobongsan                      |                                       | 2.3            | 47,5             | Séoul                 | Dobong-gu       |  |
| 114   | Dobong                         |                                       | 1.2            | 48,7             | Séoul                 | Dobong-gu       |  |
| 115   | Banghak                        |                                       | 1.3            | 50,0             | Séoul                 | Dobong-gu       |  |
| 116   | Chang-dong                     |                                       | 1.7            | 51,7             | Séoul                 | Dobong-gu       |  |
| 117   | Nokcheon                       |                                       | 1.0            | 52,7             | Séoul                 | Dobong-gu       |  |
| 118   | Wolgye                         |                                       | 1.4            | 54,1             | Séoul                 | Nowon-gu        |  |
| 119   | Université de Kwangwoon        |                                       | 1.1            | 55,2             | Séoul                 | Nowon-gu        |  |
| 120   | Seokgye                        |                                       | 1.1            | 56,3             | Séoul                 | Nowon-gu        |  |
| 121   | Sinimun                        |                                       | 1.4            | 57,7             | Séoul                 | Dongdaemun-gu   |  |
| 122   | Univ. Hankuk Études Étrangères |                                       | 0.8            | 58,5             | Séoul                 | Dongdaemun-gu   |  |
| 123   | Hoegi                          |                                       | 0.8            | 59,3             | Séoul                 | Dongdaemun-gu   |  |
| 124   | Cheongnyangni                  | Gare de Cheongnyangni (trains Korail) | 1.4            | 60,7             | Séoul                 | Dongdaemun-gu   |  |
| 125   | Jegi-dong                      |                                       | 1.0            | 61,7             | Séoul                 | Dongdaemun-gu   |  |
| 126   | Sinseol-dong                   | sans cadre                            | 0.9            | 62,6             | Séoul                 | Dongdaemun-gu   |  |
| 127   | Dongmyo                        |                                       | 0.7            | 63,3             | Séoul                 | Jongno-gu       |  |
| 128   | Dongdaemun                     |                                       | 0.6            | 63,9             | Séoul                 | Jongno-gu       |  |
| 129   | Jongno 5(o)-ga                 |                                       | 0.8            | 64,7             | Séoul                 | Jongno-gu       |  |
| 130   | Jongno 3(sam)-ga               |                                       | 0.9            | 65,6             | Séoul                 | Jongno-gu       |  |
| 131   | Jonggak                        |                                       | 0.8            | 66,4             | Séoul                 | Jongno-gu       |  |
| 132   | Hôtel de Ville                 |                                       | 1.0            | 67,4             | Séoul                 | Jung-gu         |  |
| 133   | Gare de Séoul                  | Gare de Séoul (trains Korail)         | 1.1            | 68,5             | Séoul                 | Jung-gu         |  |
| 134   | Namyeong                       |                                       | 1.7            | 70,2             | Séoul                 | Yongsan-gu      |  |
| 135   | Yongsan                        | Gare de Yongsan (trains Korail)       | 1.5            | 71,7             | Séoul                 | Yongsan-gu      |  |
| 136   | Noryangjin                     |                                       | 2.6            | 74,3             | Séoul                 | Dongjak-gu      |  |
| 137   | Daebang                        |                                       | 1.5            | 75,8             | Séoul                 | Yeongdeungpo-gu |  |
| 138   | Singil                         |                                       | 0.8            | 76,6             | Séoul                 | Yeongdeungpo-gu |  |
| 139   | Yeongdeungpo                   | Gare de Yeongdeungpo (trains Korail)  | 1.0            | 77,6             | Séoul                 | Yeongdeungpo-gu |  |
| 140   | Sindorim                       |                                       | 1.5            | 79,1             | Séoul                 | Guro-gu         |  |
| 141   | Guro                           | Bifurcation                           | 1.1            | 80,2             | Séoul                 | Guro-gu         |  |
| 142   | Guil                           |                                       | 1.4            | 81.6             | Séoul                 | Guro-gu         |  |
| 143   | Gaebong                        |                                       | 1.0            | 82,6             | Séoul                 | Guro-gu         |  |
| 144   | Oryu-dong                      |                                       | 1.3            | 83,9             | Séoul                 | Guro-gu         |  |
| 145   | Onsu                           |                                       | 1.9            | 85,8             | Séoul                 | Guro-gu         |  |
| 146   | Yeokgok                        |                                       | 1.3            | 87,1             | Bucheon-si            | Wonmi-gu        |  |
| 147   | Sosa                           |                                       | 1.5            | 88,6             | Bucheon-si            | Wonmi-gu        |  |
| 148   | Bucheon                        |                                       | 1.1            | 89,7             | Bucheon-si            | Wonmi-gu        |  |
| 149   | Jung-dong                      |                                       | 1.7            | 91,4             | Bucheon-si            | Wonmi-gu        |  |
| 150   | Songnae                        |                                       | 1.0            | 92,4             | Bucheon-si            | Wonmi-gu        |  |
| 151   | Bugae                          |                                       | 1.2            | 93,6             | Incheon               | Bupyeong-gu     |  |
| 152   | Bupyeong                       |                                       | 1.5            | 95,1             | Incheon               | Bupyeong-gu     |  |
| 153   | Baegun                         |                                       | 1.7            | 96,8             | Incheon               | Bupyeong-gu     |  |
| 154   | Dongam                         |                                       | 1.5            | 98,3             | Incheon               | Bupyeong-gu     |  |
| 155   | Ganseok                        |                                       | 1.2            | 99,5             | Incheon               | Nam-gu          |  |
| 156   | Juan                           |                                       | 1.2            | 100,7            | Incheon               | Nam-gu          |  |
| 157   | Dohwa                          |                                       | 1.0            | 101,7            | Incheon               | Nam-gu          |  |
| 158   | Jemulpo                        |                                       | 1.0            | 102,7            | Incheon               | Nam-gu          |  |
| 159   | Dowon                          |                                       | 1.4            | 104,1            | Incheon               | Jung-gu         |  |
| 160   | Dongincheon                    |                                       | 1.2            | 105,3            | Incheon               | Jung-gu         |  |
| 161   | Incheon                        |                                       | 1.9            | 107,2            | Incheon               | Jung-gu         |  |
|       |                                |                                       |                |                  |                       |                 |  |

#### Branche Guro - Sinchang
| Code | Station                     | Correspondance                                                  | Distance en km | Distance cumulée | Ville         | Arrondissement |  |
| ---- | --------------------------- | --------------------------------------------------------------- | -------------- | ---------------- | ------------- | -------------- |  |
|      |                             |                                                                 |                |                  |               |                |  |
| 141  | Guro                        |                                                                 | 1.1            | 80,2             | Séoul         | Guro-gu        |  |
| P142 | Complexe numérique de Gasan |                                                                 | 2.4            | 82,6             | Séoul         | Geumcheon-gu   |  |
| P143 | Doksan                      |                                                                 | 2.0            | 84,6             | Séoul         | Geumcheon-gu   |  |
| P144 | Mairie de Geumcheon-gu      | Bifurcation                                                     | 1.2            | 85,8             | Séoul         | Geumcheon-gu   |  |
| P145 | Seoksu                      |                                                                 | 2.3            | 88,1             | Anyang-si     |                |  |
| P146 | Gwanak                      |                                                                 | 1.9            | 90,0             | Anyang-si     |                |  |
| P147 | Anyang                      | Gare d'Anyang (trains Korail)                                   | 2.4            | 92,4             | Anyang-si     |                |  |
| P148 | Myeonghak                   |                                                                 | 2.2            | 94,6             | Anyang-si     |                |  |
| P149 | Geumjeong                   |                                                                 | 1.4            | 96,0             | Gunpo-si      |                |  |
| P150 | Gunpo                       |                                                                 | 2.2            | 98,2             | Gunpo-si      |                |  |
| P151 | Dangjeong                   |                                                                 | 1.2            | 99,8             | Gunpo-si      |                |  |
| P152 | Uiwang                      |                                                                 | 3.0            | 102,4            | Uiwang-si     |                |  |
| P153 | Université Sungkyunkwan     |                                                                 | 2.9            | 105,3            | Suwon-si      |                |  |
| P154 | Hwaseo                      |                                                                 | 2.6            | 107,9            | Suwon-si      |                |  |
| P155 | Suwon                       | Gare de Suwon (trains Korail)                                   | 2.1            | 110,0            | Suwon-si      |                |  |
| P156 | Seryu                       |                                                                 | 2.9            | 112,9            | Suwon-si      |                |  |
| P157 | Byeongjeom                  | bifurcation                                                     | 4.3            | 117,2            | Hwaseong-si   |                |  |
| P158 | Sema                        |                                                                 | 2.4            | 119,6            | Osan-si       |                |  |
| P159 | Collège d'Osan              |                                                                 | 2.7            | 122,3            | Osan-si       |                |  |
| P160 | Osan                        | Gare d'Osan (trains Korail)                                     | 2.7            | 125,0            | Osan-si       |                |  |
| P161 | Jinwi                       |                                                                 | 4.0            | 129,0            | Pyeongtaek-si |                |  |
| P162 | Songtan                     |                                                                 | 3.8            | 132,8            | Pyeongtaek-si |                |  |
| P163 | Seojeongni                  | Gare de Seojeongni (trains Korail)                              | 2.2            | 135,0            | Pyeongtaek-si |                |  |
| P164 | Pyeongtaek Jije             |                                                                 | 4.8            | 139,8            | Pyeongtaek-si |                |  |
| P165 | Pyeongtaek                  | Gare de Pyeongtaek (trains Korail)                              | 3.7            | 143,5            | Pyeongtaek-si |                |  |
| P166 | Seonghwan                   | Gare de Seonghwan (trains Korail)                               | 9.4            | 152,9            | Cheonan-si    |                |  |
| P167 | Jiksan                      |                                                                 | 5.4            | 158,3            | Cheonan-si    |                |  |
| P168 | Dujeong                     |                                                                 | 3.8            | 162,1            | Cheonan-si    |                |  |
| P169 | Cheonan                     | Gare de Cheonan (trains Korail)                                 | 3.0            | 165,1            | Cheonan-si    |                |  |
| P170 | Bongmyeong                  |                                                                 | 1.5            | 166,6            | Cheonan-si    |                |  |
| P171 | Ssangyong                   |                                                                 | 1.5            | 168,1            | Cheonan-si    |                |  |
| P172 | Asan                        | Gare d'Asan (trains Korail) Gare de Cheonan – Asan (trains KTX) | 1.5            | 169,6            | Asan-si       |                |  |
| P173 | Tangjeong                   |                                                                 | 1.8            | 171,4            | Asan-si       |                |  |
| P174 | Baebang                     |                                                                 | 3,1            | 174,5            | Asan-si       |                |  |
| P175 | Punggi (2025)               |                                                                 |                |                  | Asan-si       |                |  |
| P176 | Onyangoncheon               | Gare d'Onyangoncheon (trains Korail)                            | 4.9            | 179,4            | Asan-si       |                |  |
| P177 | Sinchang                    |                                                                 | 5.1            | 184,5            | Asan-si       |                |  |
|      |                             |                                                                 |                |                  |               |                |  |

#### Branche Mairie de Geumcheon-gu-Gwangmyeong
|      |                        |                                     |     |      |                |              |  |  |  |  |
| P144 | Mairie de Geumcheon-gu |                                     | 1.2 | 86,7 | Séoul          | Geumcheon-gu |  |  |  |  |
| K410 | Gwangmyeong            | Gare de Gwangmyeong (trains korail) | 4.7 | 91,4 | Gwangmyeong-si |              |  |  |  |  |
|      |                        |                                     |     |      |                |              |  |  |  |  |

#### Branche Byeongjeom-Seodongtan
| Code   | Station    | Correspondance | Distance en km | Distance cumulée | Ville       | Arrondissement |  |
| ------ | ---------- | -------------- | -------------- | ---------------- | ----------- | -------------- |  |
|        |            |                |                |                  |             |                |  |
| P157   | Byeongjeom |                | 4.3            | 117,2            | Hwaseong-si |                |  |
| P157-1 | Seodongtan |                | 2,2            | 119,4            | Osan-si     |                |  |
|        |            |                |                |                  |             |                |  |

## Exploitation
La ligne est desservies avec différentes missions : des express et des omnibus.
- la ligne Gyeongin express : de Yongsan à Dongincheon, avec un service express entre Guro et Dongincheon.
- la ligne Gyeongbu express : de Cheongnyangni à Cheonan ou Sinchang, avec un service express entre Gasan Digital Complex et Cheonan et omnibus par ailleurs.
- la ligne Gyeongbu de la gare de Séoul à Cheonan ou Sinchang[4].
- la ligne Gyeongwon : de Dongducheon à Inchéon.